# Racing Club de Avellaneda
Racing Club de Avellaneda, còn được gọi đơn giản là Racing, là một câu lạc bộ thể thao chuyên nghiệp của Argentina có trụ sở tại Avellaneda, một thành phố của Greater Buenos Aires. Được thành lập vào năm 1903, Racing đã được lịch sử coi là một trong "năm câu lạc bộ lớn" của bóng đá Argentina. Racing hiện đang chơi ở Primera División, bộ phận hàng đầu của hệ thống giải đấu Argentina.
Racing đã giành được Primera División 18 lần (với kỷ lục bảy chức vô địch liên tiếp từ 1913 đến 1919, năm trong số đó đã giành chiến thắng bất bại), ngoài việc giành được 13 cúp quốc gia như năm Copa Ibarguren, bốn Copa de Honor orthalidad de Buenos Aires và một Copa Beccar Varela.  Do những thành tích đó, đội có biệt danh La Academia ("Học viện bóng đá") vẫn xác định được câu lạc bộ và những người ủng hộ.
Trên trường quốc tế, câu lạc bộ đã giành được 6 danh hiệu, 3 trong số đó được tổ chức bởi CONMEBOL  và các cơ quan quốc tế khác. Những thành tựu đó bao gồm một Copa Libertadores, một Cup Liên lục địa và phiên bản đầu tiên của Supercopa Sudamericana. Ngoài ra, Racing đã giành chiến thắng trong các cuộc thi AFA - AUF, thi đấu với các nhà vô địch của Uruguay: Copa Aldao hai lần và Copa de Honor Cousenier một lần.
Đội đầu tiên chơi các trận đấu trên sân nhà của mình tại Estio Presidente Juan Domingo Perón, biệt danh là El Cilindro de Avellaneda (tiếng Anh: "The xi lanh của Avellaneda"). Đội được xác định bởi các màu xanh nhạt và trắng, để vinh danh Argentina. Ngoài bóng đá, các môn thể thao khác được luyện tập tại Racing là thể dục nghệ thuật, bóng rổ, đấm bốc, khúc côn cầu, bóng ném, võ thuật, trượt patin, tennis và bóng chuyền.
Câu lạc bộ có hai trụ sở, một trụ sở chính ở thành phố Avellaneda và một phụ lục trong khu phố của Villa del Parque, Buenos Aires.